# Rob Garrison
Robert Scott Garrison (Wheeling, 23 gennaio 1960 – Wheeling, 27 settembre 2019) è stato un attore statunitense.
È soprattutto conosciuto per il ruolo di Tommy nel film cult Karate Kid (1984), nel suo sequel Karate Kid II - La storia continua... (1986) e nel sesto episodio della seconda stagione Cobra Kai (2019).

## Biografia
Rob Garrison nacque e crebbe a Wheeling, in Virginia occidentale. Dopo gli studi liceali, si diplomò alla Ohio University. Garrison iniziò la sua carriera nel 1977 con il film Starship Invasions. Ebbe ruoli anche nelle serie televisive Coach, A cuore aperto e MacGyver. Garrison è ricordato soprattutto per la sua apparizione, nel ruolo del karateka Tommy Samuels, nel film cult anni '80 Karate Kid (1984) e nel sequel Karate Kid II - La storia continua... (1986); cinque mesi prima di morire, aveva ripreso il medesimo ruolo nel sesto episodio della seconda stagione Cobra Kai, dove anche il suo personaggio morì.
È morto il 27 settembre 2019, a 59 anni, a causa di aggravamenti ai reni ed al fegato che già lo affliggevano da più di un mese.

## Filmografia parziale

### Cinema
- Starship Invasions, regia di Ed Hunt (1977)
- Il mio scopo è la vendetta (Search and Destroy), regia di William Fruet (1979)
- Marito in prova (Lost and Found), regia di Melvin Frank (1979)
- Brubaker, regia di Stuart Rosenberg (1980)
- Non entrate in quella casa (Prom Night), regia di Paul Lynch (1980)
- Per vincere domani - The Karate Kid (The Karate Kid), regia di John G. Avildsen (1984)
- L'aquila d'acciaio (Iron Eagle), regia di Sidney J. Furie (1986)
- Karate Kid II - La storia continua... (The Karate Kid Part II), regia di John G. Avildsen (1986)

### Televisione
- A cuore aperto (St. Elsewhere) - serie TV, 2 episodi (1986)
- MacGyver - serie TV, 1 episodio (1987)
- Vietnam addio (Tour of Duty) - serie TV, 1 episodio (1988)
- I mostri vent'anni dopo (The Munsters Today) - serie TV, 1 episodio (1988)
- Colombo (Columbo) - serie TV, episodio 8x1 (1989)
- Coach - serie TV, 1 episodio (1990)
- Kung Fu - La leggenda (Kung Fu: The Legend Continues) - serie TV, 1 episodio (1995)
- Cobra Kai - serie TV, 1 episodio (2019)

## Doppiatori italiani
Nelle versioni in italiano nelle opere in cui ha recitato, Ralph Macchio è stato doppiato da:
- Riccardo Rossi in Karate Kid II - La storia continua...
- Sergio Romanò in Cobra Kai